# Нова Ковалівка (село)
Нова́ Ковалі́вка — село в Україні, у Піщанобрідській сільській громаді Новоукраїнського району Кіровоградської області. Населення становить 40 осіб.

## Населення
Згідно з переписом УРСР 1989 року чисельність наявного населення села становила 44 особи, з яких 17 чоловіків та 27 жінок.
За переписом населення України 2001 року в селі мешкало 40 осіб. 100 % населення вказало своєю рідною мовою українську мову.